# Conferència d'Asilomar

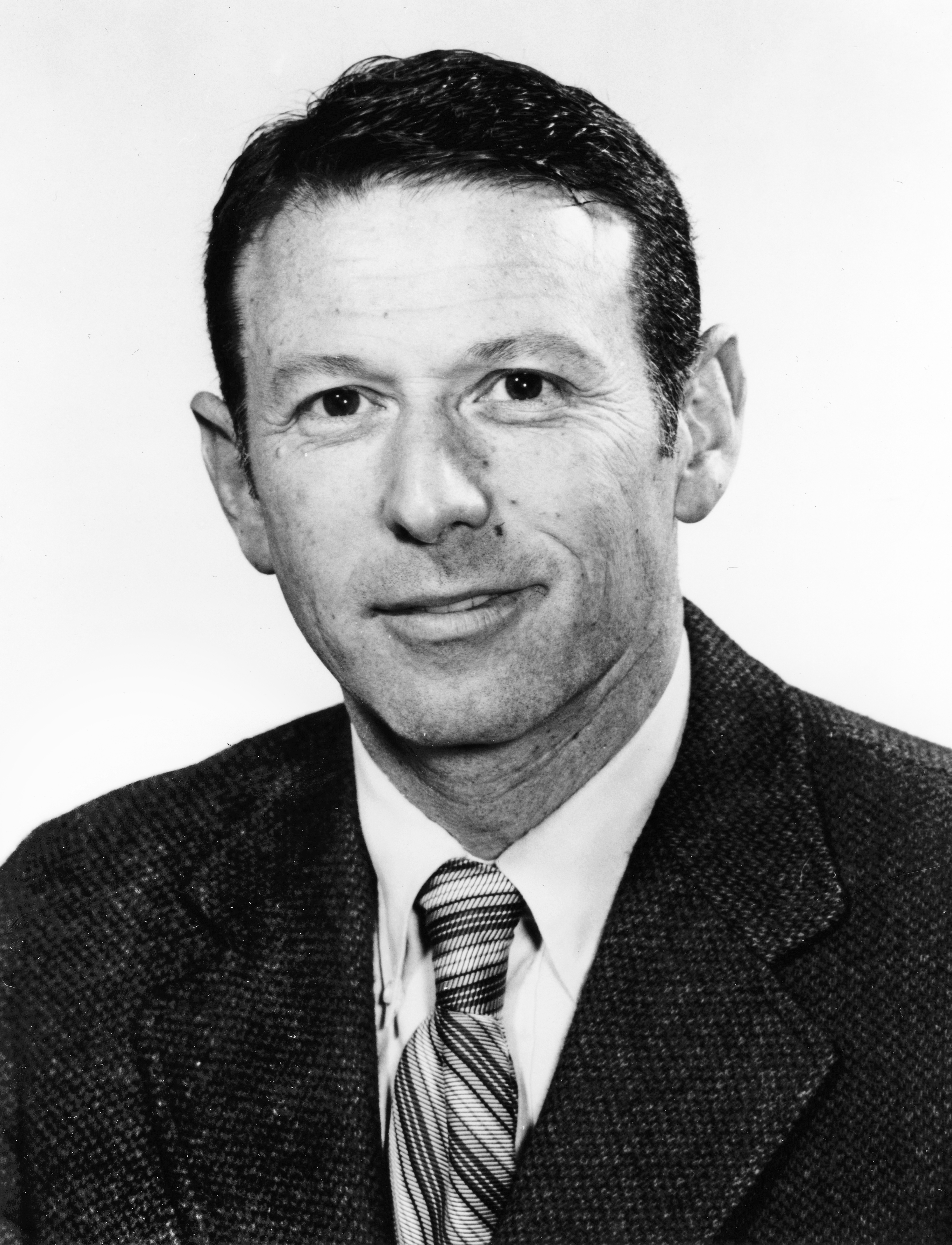
Paul Berg, investigador destacat en el camp de la tecnologia del clonatge molecular, que posteriorment va compartir el Premi Nobel de Química de 1980 amb Walter Gilbert i Frederick Sanger, va ajudar a organitzar la conferència de 1975.

La Conferència d'Asilomar va ser una conferència influent organitzada per Paul Berg per discutir els possibles riscos biològics i la regulació de la biotecnologia, celebrada el febrer de 1975 en un centre de conferències a la platja de l'Estat d'Asilomar, a Califòrnia. Uns 140 professionals (principalment biòlegs, però també advocats i metges) van participar en la conferència per elaborar directrius voluntàries per garantir la seguretat de la tecnologia d'ADN recombinant. La conferència també va situar la investigació científica en el domini públic i va defensar l'aplicació del principi de precaució.
Els efectes de les directrius acordades a la trobada segueixen tenint efecte a través de la indústria de la biotecnologia i la participació del públic en el discurs científic. A causa de possibles riscos per a la seguretat, els científics de tot el món havien aturat els experiments amb tecnologia d'ADN recombinant, que comportava combinar ADN de diferents organismes. Després de l'establiment de les directrius, els científics van continuar amb les seves investigacions, que van augmentar els coneixements fonamentals sobre la biologia i l'interès del públic per la investigació biomèdica.

## Antecedents
La tecnologia de l'ADN recombinant va sorgir com a resultat dels avenços en biologia que es van iniciar a les dècades del 1950 i 1960. Durant aquests anys, es va incrementar la tradició de combinar les aproximacions estructurals, bioquímiques i informatives als problemes centrals de la genètica clàssica. Dos conceptes fonamentals principals d'aquesta tradició van ser que els gens estaven en l'ADN i que l'ADN codificava informació que determinava els processos de replicació i síntesi de proteïnes. Aquests conceptes es van incorporar al model d'ADN a través dels esforços de James Watson, Francis Crick i Rosalind Franklin. Les investigacions posteriors sobre el model Watson-Crick van permetre obtenir avenços teòrics que es van reflectir en noves capacitats per manipular l'ADN.

### Disseny experimental
Aquesta tecnologia implica la unió de l'ADN de diferents espècies i la posterior inserció de l'ADN híbrid en una cèl·lula hoste. Un dels primers en desenvolupar tecnologia d'ADN recombinant va ser un bioquímic a Stanford que es deia Paul Berg. En el seu disseny experimental de 1974, va tallar fragments del virus del mico SV40. Després va trencar la doble hèlix d'un altre virus; un agent antibacterià conegut com a bacteriòfag lambda. En el tercer pas, va fixar l'ADN del SV40 a l'ADN del bacteriòfag lambda. El pas final va consistir en situar el material genètic mutant en una soca del laboratori de E. coli. Aquest últim pas, però, no es va completar en l'experiment original.

### Preocupacions inicials
Berg no va completar l'experiment a causa de les súpliques de diversos companys investigadors que temien els riscos biològics associats a l'últim pas de l'experiment que estava desenvolupant. Es coneixia que el SV40 havia desenvolupat tumors de càncer en ratolins. A més, el bacteri E. coli, encara que no és la soca usada per Berg, pot habitar a l'intestí humà. Per aquests motius, els altres investigadors temien que el pas final generés un ADN clonat SV40 que pogués escapar al medi ambient i infectés els treballadors del laboratori. Aquests treballadors podrien esdevenir víctimes del càncer.
La preocupació per aquest potencial risc biològic va fer que un grup de científics enviessin una carta al president de l'Acadèmia Nacional de Ciències (NAS). En aquest document, van demanar que calia nomenar un comitè ad hoc per estudiar les ramificacions de seguretat biològica d'aquesta nova tecnologia. Aquest comitè, anomenat Comitè de molècules d'ADN recombinant de l'Acadèmia Nacional de Ciències, EUA, celebrat el 1974, va concloure que calia una conferència internacional per resoldre el problema i que fins aleshores els científics haurien d'aturar els experiments amb tecnologia d'ADN recombinant.

## Conferència d'Asilomar

### Principis establerts
La conferència es va celebrar al Centre de conferències Asilomar de la península de Monterey a Califòrnia el 1975. L'objectiu principal va ser abordar els riscos biològics presentats per la tecnologia d'ADN recombinant. Durant la conferència es van establir els principis que van guiar les recomanacions sobre la manera de dur a terme experiments amb aquesta tecnologia de manera segura. El primer principi per tractar els possibles riscos va ser que la contenció hauria de tenir una consideració essencial en el disseny experimental. Un segon principi va ser que l'eficàcia de la contenció hauria de reduir el risc estimat tant com fos possible.
La reunió també va apuntar el possible ús de barreres biològiques per limitar la propagació d'ADN recombinant. Aquestes barreres biològiques incloïen hostes hostils que no poguessin sobreviure en entorns naturals. Altres barreres eren vectors no transmissibles i igualment ràpids (plasmidis, bacteriòfags o altres virus) que només podien créixer en els hosts especificats.
A més de les barreres biològiques, la conferència va defensar l'ús de factors de seguretat addicionals. Un d'aquests factors de seguretat va ser la contenció física, exemplificada per l'ús de campanes o de laboratoris d'accés limitat o de pressió negativa. Un altre factor va ser l'adherència estricta a bones pràctiques microbiològiques, que limitaria que s'escapessin organismes de la situació experimental. A més, l'educació i la formació de tot el personal implicat en els experiments seria essencial perquè les mesures de contenció fossin efectives.

### Recomanacions generals
La Conferència Asilomar també va donar recomanacions que es basaven en els diferents nivells de risc associats a l'experiment, que requeririen diferents nivells de contenció que podien ser mínims, baixos, moderats i d'alt risc. El nivell mínim de risc de contenció es va destinar a experiments en els quals els riscos biològics es podrien avaluar amb precisió i es preveia que serien mínims. Eren per experiments que generessin nous biotips, però on la informació disponible indicava que l'ADN recombinant no podia alterar sensiblement el comportament ecològic de les espècies receptores, incrementar significativament la seva patogenicitat o prevenir tractaments efectius de qualsevol infecció resultant. El nivell de contenció de risc moderat era pels experiments amb una probabilitat de generar un agent amb un potencial significatiu de patogenicitat o interrupció ecològica. La contenció d'alt risc estava destinada a experiments en què el potencial d'interrupció o patogenicitat ecològica de l'organisme modificat podria ser greu i, per tant, representar un perill biològic greu per al personal de laboratori o per al públic. Aquests nivells de contenció, juntament amb les mesures de seguretat esmentades anteriorment, van servir de base per a les directrius que implicarien la construcció i la propagació de molècules d'ADN recombinant a través d'ADN procedent de procariotes, bacteriòfags i altres plasmidis, virus animals i eucariotes.

### Recomanacions als experiments
Per als procariotes, bacteriòfags i altres plasmidis, es van poder dur a terme experiments en instal·lacions de contenció de riscs mínims quan la construcció de molècules d'ADN recombinant i la seva propagació van implicar agents procariotes que podien intercanviar informació genètica de manera natural. Per a experiments amb la creació i propagació de molècules d'ADN recombinant a partir d'ADN d'espècies que normalment no intercanvien informació genètica i generaven nous biotips, els experiments es realitzaven almenys en una instal·lació de contenció de baix risc. Si l'experiment podia augmentar la patogenicitat de l'espècie receptora o donar lloc a noves vies metabòliques en espècies, s'utilitzarien les instal·lacions de contenció moderades o d'alt risc. Els experiments en què es va ampliar el rang de resistència dels patògens humans en antibiòtics o desinfectants terapèuticament útils només es van dur a terme en instal·lacions de contenció de risc moderat o alt.
Quan es treballava amb virus d'animals, experiments que implicaven l'enllaç de genomes vírics o de segments de genoma a vectors procariotes i la seva propagació en cèl·lules procariotes, només s'havien de dur a terme amb sistemes vector-amfitrió que havien demostrat capacitats de creixement restringit fora del laboratori i en instal·lacions amb contenció de risc moderat. A mesura que es disposaven de sistemes vector-host més segurs, aquests experiments es podien realitzar en instal·lacions de baix risc. En experiments dissenyats per introduir o propagar ADN a partir d'agents no virals o d'altres agents de baix risc en cèl·lules animals, només es podrien utilitzar ADN d'animals de baix risc com a vectors i les manipulacions es limitaven a instal·lacions moderades de contenció de riscos.
Amb eucariotes, els intents de clonar segments d'ADN utilitzant la tecnologia d'ADN recombinant de genomes de sang calenta es feia només amb sistemes vector-amfitrió que havien demostrat restringir les seves capacitats de creixement fora del laboratori i en una instal·lació moderada de contenció de riscos. El motiu és que potencialment contenien genomes virals críptics que eren potencialment patògens per als humans. No obstant això, llevat que l'organisme generés un producte perillós, els ADN recombinants procedents de vertebrats de sang freda i tots els altres eucariotes inferiors es podrien construir i propagar amb el sistema vector-host més segur disponible en instal·lacions de contenció de baix risc. A més, l'ADN purificat de qualsevol font que realitzés funcions conegudes i que es considerés no tòxic podria ser clonat amb vectors disponibles en instal·lacions de contenció de baix risc.

### Experiments prohibits
A més de regular els experiments realitzats, les directrius també prohibien l'execució d'altres experiments. Un d'aquests experiments era la clonació d'ADN recombinants derivats d'organismes altament patògens. Tampoc es podrien fer clonacions d'ADN amb gens de toxines ni experiments a gran escala utilitzant ADN recombinants que poguessin produir productes potencialment nocius per als éssers humans, els animals o les plantes. Aquests experiments es van prohibir perquè les precaucions de seguretat que hi havia en aquell moment no podien contenir els possibles riscos biològics que es preveia que es podrien donar.

### Ciència i públic en general
Els participants de la trobada també es van esforçar per apropar la ciència al públic en general, un fet possiblement motivat per l'escàndol Watergate. Va ser un escàndol polític que provocà una greu crisi constitucional durant els anys setanta del segle XX en els Estats Units d'Amèrica. L'escàndol va prendre el nom del complex comercial i residencial anomenat Watergate[1] a Washington DC, seu del comitè electoral demòcrata. Es van descobrir proves gravades que indicaven que el president Nixon tenia cintes gravades a través d'aparells d'escolta de les converses que s'hi duien a terme. Tres dies després de la publicació de la cinta, Nixon va renunciar a la seva oficina presidencial. Aquest esdeveniment va centrar l'atenció de la nació en el problema del secret governamental que fomenta el comportament il·legal i immoral. La científica política Ira H. Carmen ha apuntat que aquest fet va motivar els científics de la Conferència d'Asilomar a apropar la ciència al públic per no ser acusats d'encobriment. A més, segons Berg i Singer, els científics volien evitar una legislació restrictiva per poder desenvolupar amb consens les seves investigacions.
La obertura de la ciència a l'opinió pública també va coincidir amb la ràpida introducció de la tecnologia d'ADN recombinant al món industrial. A causa de les aplicacions pràctiques de la tecnologia, el finançament per a la investigació va començar a arribar més del sector privat i menys del públic. Molts biòlegs moleculars del món acadèmic van desenvolupar vincles amb la indústria privada com a treballadors a compte propi, executius i consultors d'empreses. Això va provocar la creació d'una indústria biotecnològica, tot i que durant aquest temps també es van produir debats públics sobre els perills de l'ADN recombinant. Aquests debats van ser finalment arraconats per científics que afirmaven que els perills eren exagerats i que la investigació es podia dur a terme amb seguretat. Això es va veure a l'informe Ascot, que es va trobar al Registre Federal el març de 1978. Aquest informe va destacar que els perills de l'ADN recombinant a la comunitat general eren petits fins al punt que no tenien cap conseqüència pràctica per al públic en general. Per aquest motiu, juntament amb les elevades pressions econòmiques per al desenvolupament industrial i un entorn polític més solidari que va existir després de 1979, la investigació i la indústria basada en l'ADN recombinant van continuar expandint-se.

## Significat posterior
Anys després de la conferència, la gent li va atribuir una gran importància. Segons el que Paul Berg i Maxine Singer van exposar el 1995, la conferència va marcar el començament d'una època excepcional tant per a la ciència com per a la discussió pública de la política científica. Les directrius ideades per la conferència van permetre als científics dur a terme experiments amb tecnologia d'ADN recombinant, que el 1995 dominava la investigació biològica. Aquesta investigació, per la seva banda, va augmentar el coneixement dels processos vitals fonamentals, com el cicle cel·lular. Tant la trobada com els debats públics sobre ADN recombinant van augmentar l'interès del públic en la investigació biomèdica i la genètica molecular. Per aquest motiu, el 1995, la genètica i el seu vocabulari havien començar a aparèixer de manera freqüent en la premsa diària i les notícies de televisió. Aquest fet va estimular un debat públic ben informat sobre algunes de les qüestions socials, polítiques i ambientals sorgides de la medicina genètica i de l'ús de plantes modificades genèticament en l'agricultura. Un altre resultat rellevant d'aquest congrés va ser que va establir un precedent sobre com respondre als canvis del coneixement científic. Segons la conferència, la resposta adequada als nous coneixements científics era desenvolupar directrius que governessin la manera de regular-la.